# Забела, Пётр Михайлович
Пётр Миха́йлович Забе́ла (1580 — 10 апреля 1689) — борзнянский полковник, родоначальник большого и в своё время видного на левобережной Украине рода Забел. Генеральный обозный.

## Биография
В 1648 году Пётр Михайлович был администратором королевских имений в Борзенском повете; во время восстания Хмельницкого примкнул к казакам и получил чин борзенского сотника, а в 1656 году, по царской жалованной грамоте, пять сёл около Кролевца. Изначально поддерживая Выговского, Забела позже от него отступился. Около 1665 года Забела получил чин генерального судьи, а четыре года спустя — и высший после гетмана чин генерального обозного. Занимая эту должность, Забела стремился, по-видимому, к гетманской булаве и с этой целью решительно повёл интригу против гетмана Многогрешного. Низложение и ссылка Многогрешного однако не проложили Забеле дороги к гетманству и через несколько лет он из-за старости оставил также и должность генерального обозного и умер в 1689 году, в возрасте 109-ти лет.
Родился в городе Борзне в семье шляхтича Миха(л)я.
Уже в 1648 году согласно сообщению одного из внуков он был администратором королевских имений в борзненском повете — «в местечку Борзне, за короля был добр королевским адменестратором […] двор королевский содержувался под смотрениемъ Петра Забелы»
О местечке Борзне и о его владельце до 1648 года известно из королевской грамоты 1625 года и из рукописи А. Ф. Шафонского: «г. Борзна в 1635 году был воеводства Черниговского местечко, в частном владении каштеляна Цехановского Франциска Вышла находившееся…».
Во время восстания Войска Запорожского под предводительством Богдана Хмельницкого в 1648 году, когда Черниговщина была полностью очищена от поляков, примкнул к казакам. Участник национально-освободительной войны украинского народа 1648—1657 гг. В 1654 году почти вся Левобережная Украина изменила государственную принадлежность. В 1649 и 1654-1655 гг — полковник Борзненский.
В июне 1654 года возглавлял казацкую делегацию от наказного гетмана Золотаренко к московскому царю.
В 1656 году Петр Забела получает царскую грамоту на пять сел около Кролевца: Обтов, Реутинцы, Лучники, Клишки и Погореловку, принадлежавших при поляках Вышлю, а затем А. П. Цурковскому, нежинским войтам, последний владел и Борзною. Кроме этих сел, Петру Забеле, как говорят семейные предания, были отданы также «дом королевский в замку, в Борзне и другие за городом, в замку», вероятно в усадьбе, называвшейся «Зеленым двором». Впоследствии, в 1835 году, эта усадьба была подарена Еленой Николаевной Белозерской (Забела) Борзенскому земству для «устроения больницы».
В 1659 году был на стороне изменившего царю России гетмана Выговского и во время Конотопской осады сидел вместе со своим полковником Золотаренко в Борзне, ожидая случая подойти на помощь осажденному российскими войсками Гуляницкому. Но князь Трубецкой предупредил Золотаренко, послав против них свой отряд, который взял Борзну приступом, и привел оттуда под Конотоп много пленных, в числе которых были жена Петра Забелы с тремя сыновьями и с зятем «попом Григорием». Пленники были вскоре отпущены «по размену».
В 1663—1665 гг. из сотников Петр Забела был «поставлен» генеральным судьёй в администрации гетмана Брюховецкого, несмотря на возраст (ему было 85 лет) и неграмотность.
В 1665 году в Москве Петр Забела был пожалован в дворяне, при этом герб «Остоя» Михаила Забелы унаследовали не только Петр, но и его брат Константин и их потомки. Находился он на этой должности до 1669 года, а в 1669 году — занял высший после гетмана пост, генерального обозного, который он занимал до 1685 года. Он часто появляется в Москве с посольствами от Ивана Золотаренки, гетмана Брюховецкого, гетмана Многогрешного. Занимая эти должности и, невзирая на возраст, Забела стремился к гетманской булаве и с этой целью повел деятельную интригу против гетмана Многогрешного. Низложение и ссылка последнего не проложили, однако, Забеле дороги к гетманству; через несколько лет он, за дряхлостью, оставил должность генерального обозного, оставил свой уряд и переселился из Борзны в Обтов, село Коропской сотни, где скупал мельницы и тем увеличивал своё обтовское имение, владел значительными имениями в Нежинском и Черниговском полках. Умер 109-ти лет от роду.
Петр Забела был женат 2 раза: от первой жены Прасковьи Станиславовны (1610—1650 гг.) имел детей: Иван-старший, Тарас, Степан, Василий, ……Петровна, ……Петровна. Имена старших детей «…Степка Петров, сын Забелин и Тараска Петров, борзенский сотник…» мы нашли в «отписке» царю стрелецкого головы Григория Неелова из Батурина, марта 1672 г. о «приводе к крестному целованию разных лиц»;
Будучи уже генеральным судьёй, в возрасте 85 лет он женился во второй раз «взяв за себя Герцичку» — Гафия Семеновна Герцик (1624—1686 гг.) — вдова выкрещенного еврея, была настолько бедной, что её сын Павел Герцик, по рассказу Василия Кочубея, современника и родственника Забелы «…торговал на Полтавском базаре иголками».
Во втором браке у Петра Забелы родилось ещё двое детей: Иван-младший, Феодора Петровна. Их он успел пристроить ещё до своей смерти, женив сына на дочери генерального обозного Василия Дунин-Борковского и выдав дочь замуж за сына Нежинского полковника Василия Яковлевича Жураковского, ямпольского сотника, впоследствии генерального есаула в 1710—1724 гг.
Большую часть своих имений Петр Михайлович завещал второй жене и детям, рождённым от неё.
Детям от первой жены были назначены:
- села Погореловку с Клишками он оставил по завещанию 1681 г. своему сыну, Ивану-старшему, который оставил одну дочь, выданную замуж за Константина Голуба, генерального бунчукового товарища;
- село Лушники отошло Степану;
- село Реутинцы — Василию;
- водяная мельница и деньги — Тарасу.

Петр пережил вторую жену и, как следует, из письма Василия Борковского своему зятю Ивану Забеле, умер в 1689 году. По другим сведениям, сохранившимся в сборнике Забелинских бумаг, Петр Забела умер 10 апреля 1691 года «имеючи 109 лет». Он похоронен в Рыхловском монастыре, недалеко от Обтова. Владельцами Обтова стали его младший сын от второго брака — Иван (умер около 1703 г.) и наследник последнего, также Иван.

## Краткий послужной список
Наказной полковник войск Мартына Небабы. Черниговский полковник.
- 1654 год — Борзнянский полковник. Посланец И.Золотаренко в Москву, где награждён сорока рублями и сорока соболями.
- 1663 год — Генеральный судья.
- 1665 год — пожалован во дворяне.
- 1669 год — Генеральный обозный.
- 1672 год — управлял Левобережной Украиной совместно с Домонтовичем и Самойловичем